# برانيسلاف باجيتش
برانيسلاف باجيتش (بالصربية: Бранислав Бајић)‏ هو لاعب كرة قدم صربي في مركز الدفاع، ولد في 5 مايو 1977 في Pirot ‏ في صربيا. لعب مع راسينغ كلوب بورتوينسي ونادي خيريث ويونيكوس.

## وصلات خارجية
- برانيسلاف باجيتش على موقع قاعدة بيانات كرة القدم.إي يو (الإنجليزية)
- برانيسلاف باجيتش على موقع Soccerway.com (الإنجليزية)
- برانيسلاف باجيتش على موقع عالم كرة القدم.نت (الإنجليزية)